# Rodolfo Muñoz
Rodolfo Muñoz, auch bekannt unter den Spitznamen Bush und El Tico, ist ein ehemaliger costa-ricanischer Fußballspieler, der im Mittelfeld agierte und später als Trainer arbeitete.

## Leben
In seiner Heimat spielte Rodolfo "Bush" Muñoz nachweislich beim Hispano Atlético FC und nach dessen Abstieg aus der Primera División de Costa Rica Ende 1932 beim Orión FC. Bei Orión spielte er von 1933 bis 1935 und anfangs zusammen mit Ricardo Saprissa, dem „Namensgeber“ des aktuellen costa-ricanischen Rekordmeisters Deportivo Saprissa.
Zusammen mit seinem damaligen Mannschaftskameraden José Antonio Hütt war Muñoz Gastspieler bei der Mexiko-Reise, die der CS Libertad im September und Oktober 1935 gegen diverse Vereinsmannschaften aus Mexiko-Stadt absolvierte. Im zweiten Spiel dieser Reise, das gegen den seinerzeitigen mexikanischen Rekordmeister Real Club España mit 3:2 gewonnen wurde, muss "El Tico" Muñoz einen so großartigen Eindruck hinterlassen haben, dass er kurz darauf von diesem Verein verpflichtet wurde.
Mit den mexikanischen Españistas erlebte er seine erfolgreichsten Jahre und gewann dreimal als Spieler (1936, 1940 und 1942) sowie einmal als Trainer (1945) die mexikanische Meisterschaft. Außerdem gewann er als Trainer die erste Copa México nach Einführung des Profifußballs (1943/44) sowie die ersten beiden Supercup-Finals in der Ära des mexikanischen Profifußballs: 1943/44 durch einen 5:3-Erfolg gegen den Erzrivalen Asturias und im folgenden Jahr durch einen 3:0-Sieg gegen den Puebla FC.
In den frühen 1950er Jahren war Rodolfo "Bush" Muñoz Trainer der neu in der Segunda División startenden Mannschaften von Deportivo Toluca (1951) und der Pumas de la UNAM (1954).

## Erfolge

### Als Spieler
- Mexikanischer Meister: 1936, 1940, 1942

### Als Trainer
- Mexikanischer Meister: 1945
- Mexikanischer Pokalsieger: 1944
- Mexikanischer Supercup: 1944, 1945